# Basap jezik
Basap jezik (ISO 639-3: bdb), austronezijski jezik sjevernobornejske skupine, kojim govori 15 000 ljudi (2007 SIL) na indonezijskom dijelu Nove Gvineje u regencijama Bulungan, Sangkulirang i Kutai.
Zajedno s još 4 jezika čini podskupinu rejang-sajau.

## Vanjske poveznice
- Ethnologue (14th)
- Ethnologue (15th)